# 夕方のピアノ
「夕方のピアノ」（ゆうがたのピアノ）は、神聖かまってちゃんの1枚目のシングル。2010年7月7日にPERFECT MUSICから発売された。

## 解説
初のシングル。収録曲は表題曲とそのカラオケ（＋シークレットトラック）のみであり、価格は525円と低く設定されている。4000枚限定生産であり、多くのレコード店のサイトでは詳細が発表されるやいなや、わずか数日で予約完売となった。
表題曲はライブでも人気の楽曲。リリース発表時にはワーナーミュージック・ジャパンからのメジャーデビューが決定していたが、「死ねよ佐藤」と実名を挙げての連呼というあまりにも過激な歌詞ゆえにインディーズからのリリースとなった。ちなみに歌詞に登場する「佐藤」とは、ボーカル・の子の学生時代のクラスメイトである。ちなみにの子によると、「佐藤」本人はこの楽曲をすでに聴いたことがあるという。暴言が歌詞に入っている為批判もあった｡
過激なのは歌詞にとどまらず、ジャケットは無数の切り傷が入り血の滲んだの子の右腕を撮影したもの。写真はの子自身がセレクトした。
PVはデモ・バージョンのものが存在していたが、今回のリリースにあたり新たに制作された。ディレクターはの子自身が担当。YouTubeの大島亮介チャンネルにて公開されている。

## 収録曲
（全作詞・作曲：の子、編曲：神聖かまってちゃん） 
1. 夕方のピアノ  [3:32]
2. 夕方のピアノ（カラオケver.） 
曲終了後約3秒後に、シークレットトラックとして「肉魔法」が収録されている。

## 演奏者
- mono - キーボード
- の子 - ボーカル、ギター
- みさこ - ドラムス、コーラス
- ちばぎん - ベース、コーラス